# Hamilton (lớp tàu tuần tra)

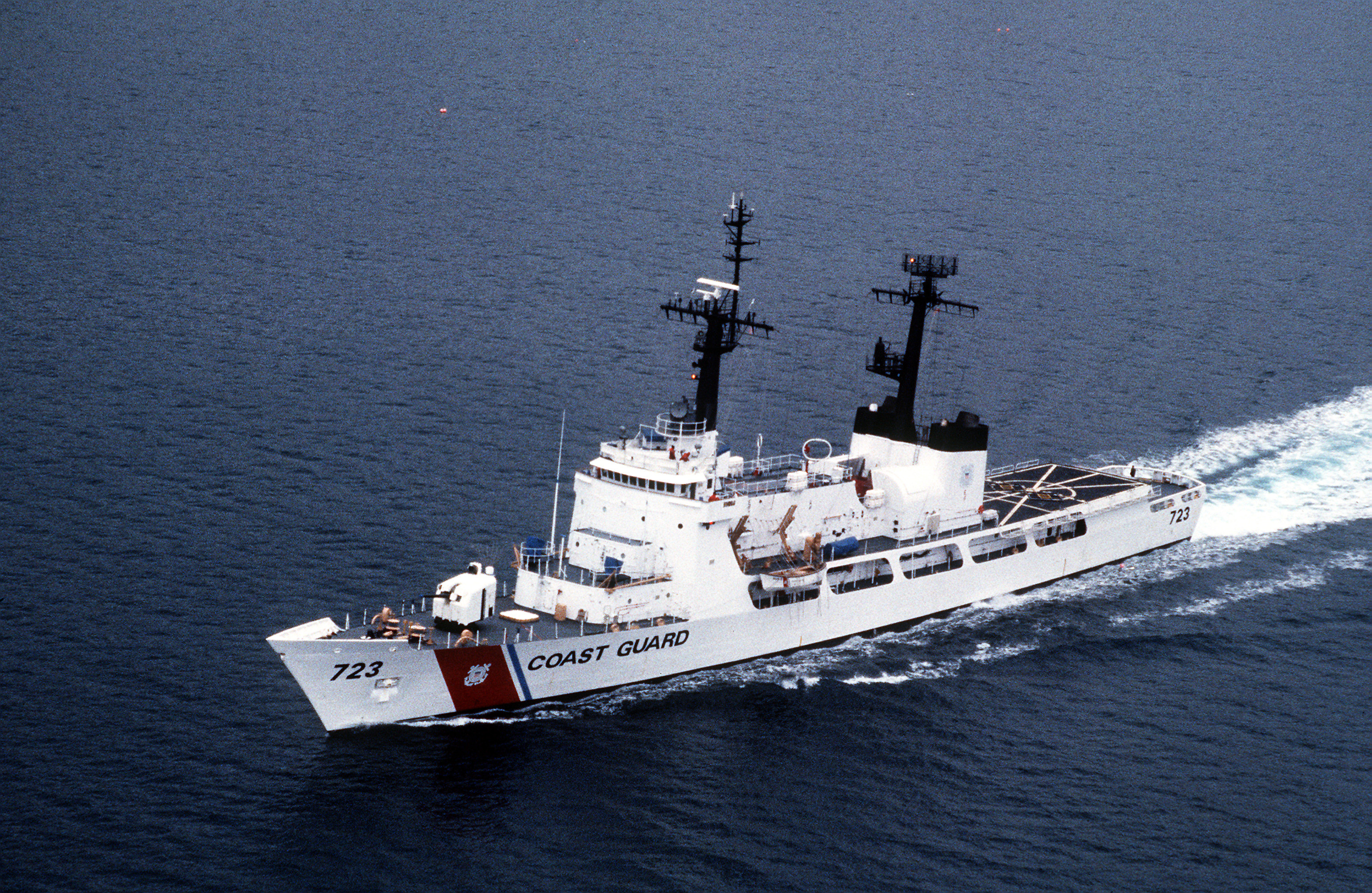
, khoảng năm 1985, với pháo chính hệ cũ cỡ 5 inch / 38, thiếu radar và các nâng cấp Phalanx CIWS.

Lớp tàu tuần duyên Hamilton là lớp tàu lớn nhất của lực lượng Tuần duyên Hoa Kỳ cho đến khi được thay thế bằng lớp tàu tuần duyên Legend,và  lớp tàu phá băng Polar. Ký hiệu phân loại thân tàu có tiền tố là WHEC (High Endurance Cutter - Tàu tuần duyên hạng nặng). Lớp tàu này được gọi là lớp Hamilton theo tên tàu đầu tiên trong số chúng, đôi khi còn được gọi là "Lớp Bộ trưởng" vì hầu hết các tàu trong lớp này được đặt theo tên các cựu Bộ trưởng Ngân khố Hoa Kỳ (trừ các tàu mang tên Jarvis, Munro và Midgett).

## Thiết kế
Lớp tàu Hamilton được thiết kế để trở thành một hệ tàu cơ sở linh hoạt cao có khả năng thực hiện nhiều hoạt động khác nhau, bao gồm thực thi pháp luật hàng hải, tìm kiếm và cứu nạn, nghiên cứu hải dương học và các hoạt động quốc phòng. Do độ bền và khả năng của chúng, các tàu lớp Hamilton thường được triển khai với các Nhóm tác chiến tàu sân bay. Chúng được chế tạo với thân tàu bằng thép hàn và cấu trúc thượng tầng bằng nhôm. Thân tàu được thiết kế với tiết diện chữ V, và qua quá trình thử nghiệm trong bể chứa, thân tàu được kỳ vọng sẽ tồn tại và nổi lâu hơn sau khi bị hư hại. Chúng được cung cấp hệ thống động lực dạng CODOG (Combined diesel or gas - diesel hoặc turbine khí kết hợp) bao gồm 2 động cơ diesel và 2 động cơ turbine khí, và có các chân vịt có thể điều khiển được. Các tàu lớp Hamilton là những tàu quân sự đầu tiên của Hoa Kỳ sử dụng hệ thống động lực dạng CODOG. Chúng cũng được trang bị sàn đáp trực thăng, nhà chứa máy bay có thể thu vào và các phương tiện hỗ trợ triển khai trực thăng.

### Trang bị
Lớp Hamilton được thiết kế và chế tạo trong Chiến tranh Lạnh, do đó ban đầu chúng được trang bị cho tác chiến chống ngầm (Anti-submarine warfare - ASW), với khả năng tìm kiếm, theo dõi và tiêu diệt tàu ngầm của đối phương. Những tàu lớp Hamilton đầu tiên được chế tạo với trang bị súng hải pháo 5 "/ 38, hai cối 81 mm, hai súng máy cỡ nòng.50, hai hệ thống bom phóng chống ngầm MK 10 Hedgehogs, hai hệ thống ống phóng ngư lôi MK 32 và hệ thống mồi nhử chống ngư lôi Nixie. Trong thập niên 1980 và 1990, các tàu lớp Hamilton đã được hiện đại hóa theo chương trình Cải tạo và Hiện đại hóa Hạm đội (Fleet Rehabilitation and Modernization - FRAM), như là một giải pháp đơn giản với chi phí thấp. Chương trình đã thay thế hải pháo 5 "/ 38 bằng loại hải pháo MK 75 76 mm, nâng cấp ống phóng ngư lôi mặt nước MK 32 lên Mod 7, lắp đặt các bệ phóng mồi bẫy MK 36 SRBOC và bộ tác chiến điện tử AN / SLQ-32, và nâng cấp sonar và các radar tìm kiếm trên không và mặt nước trên lớp tàu này. Sau chương trình FRAM, một hội đồng chung của Hải quân / Tuần duyên quyết định sẽ thực hiện nâng cấp thêm vũ khí cho lớp Hamilton, bao gồm việc lắp đặt tên lửa chống hạm Harpoon và hệ thống phòng thủ tầm gần MK 15 Phalanx CIWS. Mặc dù vậy, chỉ duy nhất có USCGC Mellon từng bắn một tên lửa Harpoon vào tháng 1 năm 1990. Sau khi Liên Xô sụp đổ, ban lãnh đạo chung của Hải quân / Tuần duyên quyết định do không còn mối đe dọa quân sự nữa, nên hệ thống vũ khí tên lửa chống hạm và chống ngầm trên lớp Hamilton được loại bỏ. Thay vào đó, chúng được trang bị các pháo tự động MK 38 25 mm ở cả hai bên mạn tàu. Hiện tại các tàu lớp Hamilton được trang bị hệ thống chỉ huy và kiểm soát SeaWatch, kết hợp điều hướng, chiến thuật, giám sát và thông tin liên lạc vào một bối cảnh tình huống, thay thế cho Hệ thống chỉ huy và kiểm soát kiểu cũ đã lỗi thời. Khả năng phòng thủ của tàu do các bệ phóng MK 36 và hệ thống Phalanx CIWS đảm nhiệm.

## Lịch sử
Chương trình chế tạo lớp Hamilton được bắt đầu vào thập niên 1960, nhằm thiết kế mẫu tàu trang bị phù hợp các yêu cầu trong cả thời bình lẫn thời chiến của Lực lượng Tuần duyên Hoa Kỳ. Chiếc tàu đầu tiên, Hamilton, được khởi đóng tại Nhà máy đóng tàu Avondale vào giữa thập niên 1960 và nó được đưa vào hoạt động vào ngày 18 tháng 3 năm 1967. Ban đầu Tuần duyên Hoa Kỳ dự định chế tạo 36 tàu lớp Hamilton, nhưng sau họ đã giảm số lượng xuống còn 12 tàu.
Trong Chiến tranh Việt Nam, nhiều tàu lớp Hamilton đã tham gia hỗ trợ Chiến dịch Market Time. Chúng tham gia tuần tra bờ biển Nam Việt Nam, kiểm tra các tàu bị nghi ngờ là của Bắc Việt và Việt Cộng, tiến hành các nhiệm vụ yểm trợ bằng hải pháo, và hỗ trợ y tế cho thường dân Nam Việt Nam. Trong suốt quá trình phục vụ, các tàu lớp Hamilton cũng tham gia vào các hoạt động quân sự khác như Chiến dịch Khẩn cấp Fury, Chiến dịch Cảnh giác Sentinel, Chiến dịch Deny Flight và Chiến dịch Tự do Iraq.
Bắt đầu từ thập niên 1980 và kết thúc vào năm 1992, toàn bộ các tàu lớp Hamilton đã được hiện đại hóa thông qua chương trình FRAM. Chương trình này bao gồm các cập nhật và thay đổi đối với vũ khí, cảm biến, bổ sung nhà chứa máy bay trực thăng, đại tu động cơ và cải thiện khả năng sinh tồn.
Các tàu Midgett và Munro được đổi tên thành John Midgett và Douglas Munro để cho phép các tàu thuộc lớp Legend mới là Midgett và Munro đảm nhận tên cũ của 2 tàu lớp Hamilton.
Vào tháng 3 năm 2007, các tàu lớp Hamilton và Sherman đã ngăn chặn được tàu đánh cá Gatun mang cờ Panama trong vùng biển quốc tế và tịch thu được 20 tấn (20 tấn Anh) cocaine, với giá trị ước tính khoảng 600 triệu USD. Đây là vụ bắt giữ ma túy trên biển lớn nhất trong lịch sử Hoa Kỳ.

## Danh sách tàu (theo căn cứ cuối cùng)
| Tên con tàu               | Thân            | Mã hiệu                   | Hạ thủy                   | Giới thiệu           | Biên chế             | Ngừng hoạt động          | Tình trạng |
| Kodiak, Alaska:           | Kodiak, Alaska: | Kodiak, Alaska:           | Kodiak, Alaska:           | Kodiak, Alaska:      | Kodiak, Alaska:      | Kodiak, Alaska:          | Kodiak, Alaska: |
| ------------------------- | --------------- | ------------------------- | ------------------------- | -------------------- | -------------------- | ------------------------ | --- |
| Douglas Munro             | WHEC-724        | Nhà máy đóng tàu Avondale | 18 tháng 2 năm 1970       | 5 tháng 12 năm 1970  | 27 tháng 9 năm 1971  | 24 tháng 4 năm 2021      | Được chuyển giao cho Hải quân Sri Lanka vào ngày 26 tháng 10 năm 2021 với tên gọi P627                                                                    |
| San Diego, California:    |                 | Nhà máy đóng tàu Avondale |                           |                      |                      |                          | |
| Boutwell                  | WHEC-719        | Nhà máy đóng tàu Avondale | Ngày 12 tháng 12 năm 1966 | 17 tháng 6 năm 1967  | 24 tháng 6 năm 1968  | 16 tháng 3, 2016         | Được chuyển giao cho Hải quân Philippines vào ngày 21 tháng 7 năm 2016 với tên gọi BRP Andres Bonifacio (FF-17)                                           |
| Chase                     | WHEC-718        | Nhà máy đóng tàu Avondale | 26 tháng 10 năm 1966      | 20 tháng 5 năm 1967  | 11 tháng 3 năm 1968  | 29 tháng 3 năm 2011      | Được chuyển giao cho Hải quân Nigeria vào ngày 13 tháng 5 năm 2011 với tên gọi NNS Thunder (F90)                                                          |
| Hamilton                  | WHEC-715        | Nhà máy đóng tàu Avondale | Tháng 1 năm 1965          | 18 tháng 12 năm 1965 | 18 tháng 3 năm 1967  | 28 tháng 3 năm 2011      | Được chuyển giao cho Hải quân Philippines ngày 13 tháng 5 năm 2011 với tên gọi BRP Gregorio del Pilar (FF-15)                                             |
| Honolulu, Hawaii:         |                 | Nhà máy đóng tàu Avondale |                           |                      |                      |                          | |
| Jarvis                    | WHEC-725        | Nhà máy đóng tàu Avondale | 9 tháng 9 năm 1970        | 24 tháng 4 năm 1971  | 4 tháng 8 năm 1972   | 2 tháng 10 năm 2012      | Được chuyển giao cho Hải quân Bangladesh vào ngày 23 tháng 5 năm 2013 với tên gọi BNS Somudra Joy (F-28)                                                  |
| Rush                      | WHEC-723        | Nhà máy đóng tàu Avondale | 23 tháng 10 năm 1967      | 16 tháng 11 năm 1968 | 3 tháng 7 năm 1969   | 3 tháng 2 năm 2015       | Được chuyển giao cho Hải quân Bangladesh vào ngày 6 tháng 5 năm 2015 với tên gọi BNS Somudra Avijan (F-29)                                                |
| Morgenthau                | WHEC-722        | Nhà máy đóng tàu Avondale | 17 tháng 7 năm 1967       | 10 tháng 2 năm 1968  | 10 tháng 3 năm 1969  | 18 tháng 4 năm 2017      | Được chuyển giao cho Cảnh sát biển Việt Nam ngày 25 tháng 5 năm 2017 với tên gọi CSB 8020                                                                 |
| Sherman                   | WHEC-720        | Nhà máy đóng tàu Avondale | 25 tháng 1 năm 1967       | 3 tháng 9 năm 1968   | 23 tháng 8 năm 1968  | 29 tháng 3 năm 2018      | Được chuyển giao cho Hải quân Sri Lanka vào ngày 27 tháng 8 năm 2018, được hoạt động trở lại vào ngày 6 tháng 6 năm 2019 với tên gọi SLNS Gajabahu (P626) |
| Charleston, Nam Carolina: |                 | Nhà máy đóng tàu Avondale |                           |                      |                      |                          | |
| Dallas                    | WHEC-716        | Nhà máy đóng tàu Avondale | 7 tháng 2 năm 1966        | 1 tháng 10 năm 1966  | 11 tháng 3 năm 1968  | 30 tháng 3 năm 2012      | Được chuyển giao cho Hải quân Philippines vào ngày 22 tháng 5 năm 2012 với tên gọi BRP Ramon Alcaraz (FF-16)                                              |
| Gallatin                  | WHEC-721        | Nhà máy đóng tàu Avondale | 17 tháng 4 năm 1967       | 18 tháng 11 năm 1967 | 20 tháng 12 năm 1968 | Ngày 31 tháng 3 năm 2014 | Được chuyển giao cho Hải quân Nigeria vào ngày 7 tháng 5 năm 2014 với tên gọi NNS Okpabana (F93)                                                          |
| Seattle, Washington:      |                 | Nhà máy đóng tàu Avondale |                           |                      |                      |                          | |
| Mellon                    | WHEC-717        | Nhà máy đóng tàu Avondale | 25 tháng 7 năm 1966       | 11 tháng 2 năm 1967  | 9 tháng 1 năm 1968   | 20 tháng 8 năm 2020      | Được đánh dấu để chuyển giao cho Lực lượng Cảnh sát biển Việt Nam                                                                                         |
| John Midgett              | WHEC-726        | Nhà máy đóng tàu Avondale | 5 tháng 4 năm 1971        | 4 tháng 9 năm 1971   | 17 tháng 3 năm 1972  | Năm 2020                 | Được chuyển giao cho Cảnh sát biển Việt Nam khi ngừng hoạt động vào năm 2021, với tên gọi CSB 8021                                                        |

## Các bên khai thác
- Tuần duyên Hoa Kỳ
- Hải quân Bangladesh
- Hải quân Nigeria
- Hải quân Philippines
- Hải quân Sri Lanka
- Tuần duyên Việt Nam

### Bên khai thác tiềm năng
- Hải quân Bahrain[24]